# Jaakko Kiander
Jaakko Sakari Kiander, född 29 juni 1963 i Helsingfors, är en finländsk nationalekonom.
Kiander blev politices doktor 1994.  Han var 1989–1994 forskningschef vid Yrjö Jahnssonin säätiö, 1994–1997 äldre forskare vid Löntagarnas forskningsinstitut och anställdes 1997 vid Statens ekonomiska forskningsanstalt, där han 2001 blev forskningsprofessor.
Kiander har undersökt bland annat frågor i anslutning till arbetslöshet, sysselsättning och välfärd; bland arbeten märks Suuri lama (1998, jämte Pentti Vartia), en monografi om den svåra depressionen i Finland på 1990-talet.